# El oro de Moscú (película)
El oro de Moscú es una película española dirigida y coprotagonizada por Jesús Bonilla. La película se rodó en Madrid y alrededores y se estrenó el 28 de marzo de 2003. 

## Argumento
El 22 de octubre de 1936, al poco de iniciarse la guerra civil, más del 70% de los fondos del Banco de España embarcaron en cuatro barcos en dirección a la Rusia de Stalin para evitar que, una vez ganara la guerra el bando franquista, éste pudiera disponer de ellos. La idea del por aquel entonces Ministro de Hacienda se llevó a cabo y la operación se llamó «Oro de Moscú», pero nunca se supo qué ocurrió realmente con el dinero: ¿se lo quedó el gobierno ruso o regresó a España posteriormente? 
Casi setenta años después, Iñigo (Santiago Segura) recibe información sobre el paradero del «Oro de Moscú» en boca de un anciano en sus últimos segundos de vida y decide explicárselo a su amigo Pedro "Papeles" (Jesús Bonilla). Ambos inician entonces una aventura rocambolesca y llena de misterio en la que tendrán que recurrir a la ayuda de otras personas para descifrar el mapa que indica dónde está el dinero.

## Reparto
| Intérprete              | Personaje                   |
| ----------------------- | --------------------------- |
| Jesús Bonilla           | Pedro "Papeles" Aparicio    |
| Santiago Segura         | Íñigo Fuentes               |
| Alfredo Landa           | Faustino Peláez             |
| Concha Velasco          | Pastora Bernal              |
| Antonio Resines         | Jacinto                     |
| Alexis Valdés           | Vladimir                    |
| María Barranco          | Alejandra                   |
| Gabino Diego            | Felipe "IBM / Bill Gates"   |
| Carmen Vicente Arche    | Carmen                      |
| Neus Asensi             | Gloria                      |
| José Luis López Vázquez | Beltrán                     |
| El Gran Wyoming         | Presentador de la Discoteca |
| Chiquito de la Calzada  | Padre de Íñigo              |
| Andrés Pajares          | Director del hospital       |
| Florentino Fernández    | Peluquero                   |
| Carlos Latre            | Ricky Tajuña                |
| Juan Luis Galiardo      | Alberto Tajuña              |
| Sancho Gracia           | Cabo de la Guardia Civil    |
| Juan Rosa               | Camuñas                     |
| Idelfonso Tamayo        | Arencibia                   |
| Joel Angelino           | Mansueto                    |
| Jorge Sanz              | Jesús, Seguridad IBM        |
| Antonio Gamero          | Mardones                    |
| Arévalo                 | Taxista                     |
| Eduardo Antuña          | Maitre marisquería          |
| Mikel Lejarza           | Oficial de Guardia          |
| Mari Cielo Pajares      | Celadora                    |
| Antonio de la Torre     | José Antoñín                |
| Lucio Romero            | Justo Alfonso               |
| Mariano Martín          | Manuel Azaña                |
| Franky Huesca           | Coronel                     |
| Alfredo Alba            | General                     |
| Rafa Castejón           | Beltrán                     |
| Tomás Sáez              | Esparza                     |
| Carlos Bernal Leyva     | Soldado 2                   |
| Miguel Boixo            | Teniente                    |
| Juan Luis Viadas        | El Cura                     |
| Maruxa Yusty            | Mabel, Recepcionista IBM    |
| Bebe                    | Guardia Civil 1             |
| Farid Fatmi             | Moro                        |
| Jorge Valdés Ramos      | Camarero Salsodromo         |
| Eduardo Gómez           | Operario cámara             |
| Guillermo Ortega        | Imaginaria                  |
| Lucía Jordán            | Enviada Especial            |
| Pepa Rosado             | Herminia                    |
| Francisco Torres        | Cabrera                     |
| José María Sacristán    | Camionero 1                 |
| Jorge Bautista          | Guardia Civil 2             |
| Alfonso Castillo        | Guardia Civil 3             |
| Alberto Velasco         | Pocero 2                    |
| Janfri Topera           | Pocero 3                    |
| Ricardo Arroyo          | Taxista 2                   |
| Óscar Nogal             | Bailarin                    |
| Tomás Ordóñez           | Camarero Discoteca          |
| Lucas Peña              | El Bebe de Iñigo            |
| Ángel Borge             | Conserje "El País"          |
| Palmira Santiago        | Anciana 1                   |
| María Dolores González  | Anciana 2                   |
| Juan Carlos Sánchez     | Pablito                     |
| Nuria López             | Quinceañera Sotano          |
| Armando Buika           | Gorila 1                    |
| Dorian                  | Drag 1                      |
| Marius Attitien         | Gorila 2                    |
| Sergio Salgado          | Soldado 1                   |
| Alberto Chaves          | Soldado 3                   |
| Luis José Ventin        | Soldado 4                   |
| Rogert Mont Torres      | Soldado 5                   |
| Francisco Medero        | Camionero 2                 |
| Manuel Andrés March     | Seguridad El Pardo          |
| PlayCacao               | Extra                       |
| Álex Angulo             | Foto en el ordenador        |
| Basilio Cantalapiedra   | Cameo                       |
| Roger Delmont           | Soldado 6                   |
| Yulia Demóss            | Extra                       |
| Luis Fernández de Eribe | Extra                       |
| Fernando Prados         | MIliciano Republicano       |
| Rosanna Walls           | Ella misma                  |
| Marbelys Zamora         | Bailarina                   |

## Producción

### Concepción
La idea de hacer la película le llegó a Jesús Bonilla después de un surrealista sueño. Y en ese sueño aparecían personajes como Antonio Resines o El Gran Wyoming, por lo que a Bonilla se le ocurrió unir en una sola película a varias generaciones de cómicos.

### Director
Jesús Bonilla bastante conocido por el público español por sus trabajos en televisión, decidió lanzarse a la aventura de ser director, y ha descubierto el duro trabajo que tiene esta parte del proyecto y, dice que a partir de ese momento, se mostró más disciplinado en los rodajes.

## Televisión
Su estreno en la pequeña pantalla se produjo el 17 de octubre de 2005 en la sección El Peliculón de Antena 3 con un resultado algo más bajo de lo esperado. Casi dos años después, el 18 de octubre de 2007, la cadena la volvió a emitir en el mismo servicio con unos registros bastante peores que la vez anterior. La 2 la emitió el 27 de julio de 2010 donde tuvo un resultado sorprendente.
En 2013, con motivo de las películas que ganaron los premios Goya durante los años anteriores, se emitió en el canal de cine La Sexta 3, en el ciclo Made in Spain.

## Premios y nominaciones
- Nominada al Premio Forqué a la mejor película.[6]
- Nominada al Premios Godoy 2003 al peor actor.[7]

## Curiosidades
- En la película aparecen la cantante Bebe y Marbelys Zamora, como personajes extra.